# Римнічелу (комуна, Бреїла)
Римнічелу (рум. Râmnicelu) — комуна у повіті Бреїла в Румунії. До складу комуни входять такі села (дані про населення за 2002 рік):
- Боарка (90 осіб)
- Константінешть (433 особи)
- Міхаїл-Когелнічану (291 особа)
- Римнічелу (1502 особи)

Комуна розташована на відстані 147 км на північний схід від Бухареста, 32 км на захід від Бреїли, 41 км на південний захід від Галаца.

## Населення
За даними перепису населення 2002 року у комуні проживали 2316 осіб.
Національний склад населення комуни:
| Національність   | Кількість осіб | Відсоток |
| ---------------- | -------------- | -------- |
| румуни           | 2145           | 92,6%    |
| цигани           | 167            | 7,2%     |
| росіяни-липовани | 2              | 0,1%     |
| угорці           | 1              | < 0,1%   |
| турки            | 1              | < 0,1%   |

Рідною мовою назвали:
| Мова      | Кількість осіб | Відсоток |
| --------- | -------------- | -------- |
| румунська | 2313           | 99,9%    |
| угорська  | 1              | < 0,1%   |
| циганська | 1              | < 0,1%   |
| турецька  | 1              | < 0,1%   |

Склад населення комуни за віросповіданням:
| Релігія       | Кількість осіб | Відсоток |
| ------------- | -------------- | -------- |
| православні   | 2301           | 99,4%    |
| адвентисти    | 8              | 0,3%     |
| римо-католики | 4              | 0,2%     |
| мусульмани    | 2              | 0,1%     |
| баптисти      | 1              | < 0,1%   |

## Зовнішні посилання
- Дані про комуну Римнічелу на сайті Ghidul Primăriilor